# علف سربی
علف سربی (نام علمی: Plumbago europaea) نام یک گونه از سرده علف سربی است.